# アドルフ・マラン
アドルフ・ギズバート・マラン（Adolph Gysbert Malan、1910年3月24日 - 1963年9月17日）は、南アフリカ共和国生まれのイギリス空軍の軍人、エース・パイロット。RAF認識番号37604。セイラー・マラン（Sailor Malan）の愛称で呼ばれた。

## 経歴
1910年3月24日（あるいは10月3日）に南アフリカのウェリントンで生まれる。1924年2月、ユニオンキャッスル蒸気船会社（Union Castle Steamship Line）の幹部候補生として「ジェネラル・ボーサ（w:General Botha）」で3年働き、junior deck officerに昇進する。1935年末にイギリス空軍のshort service commissionに参加、1936年からイギリスで訓練を受ける。セイラーの愛称はこの経歴に由来する。
1936年にイギリス空軍に入隊、第74飛行隊に配属され、1939年3月に大尉に任命される。
1940年5月にダンケルクで最初の戦闘を経験する。その後5機撃墜の功績により、空軍十字章を受章。7月28日の戦闘ではヴェルナー・メルダースと渡り合い、彼の乗機を撃破。このためメルダースは負傷し約1ヶ月間戦線を離脱した。
最終撃墜数は27機、協同撃墜7機、不確実撃墜3機、撃破16機である。
ヒュー・ダウディングはマランについて次のように語っている。
「私は彼という人材を戦闘機軍団の得難い宝の一つと思っていた。単に自分の撃墜記録にのみ固執するパイロットではなく、常に飛行隊全体のためを思い、自分のもとで戦う若い部下達の生命の安全を第一に考えているパイロットである。」
最終階級は大佐で第二次世界大戦終結後南アフリカに帰国、1963年に逝去した。
マランの唱えた「空戦の十則」は、イギリス空軍の各部隊に配布された。

## マランの空戦十則
1. 敵の白眼が見えるまで待て。確実に敵を視界に捉えたならば、1～2秒間の短い射撃を行え。
2. 射撃の間は何も考えるな。身体を引き締め、両手で操縦桿を握り照準に集中せよ。
3. 常に警戒を怠るな。
4. 高度は戦闘の主導権を握る。
5. 常に旋回し攻撃のために正対すること。
6. 即断せよ。君の戦術がベストでなくとも、即時行動に移るべし。
7. 戦闘空域で30秒以上水平飛行をするな
8. 対地攻撃を行う際は、上空援護のために僚機を必ず残しておくこと。
9. 空戦においては「先制攻撃」「積極果敢」「規律」「チームワーク」が重要である。
10. 素早く突っ込み強烈なパンチ、そして逃げろ。